# 缙云瑞香
缙云瑞香（学名：Daphne jinyunensis），为瑞香科瑞香属下的一个植物种。